# Chaumousey
Chaumousey – miejscowość i gmina we Francji, w regionie Grand Est, w departamencie Wogezy.
Według danych na rok 1990 gminę zamieszkiwało 756 osób, a gęstość zaludnienia wynosiła 87 osób/km² (wśród 2335 gmin Lotaryngii Chaumousey plasuje się na 458. miejscu pod względem liczby ludności, natomiast pod względem powierzchni na miejscu 693.).